# Affaire du Greffier
L'affaire du greffier du Parlement wallon, couramment appelée dans les médias affaire du greffier ou scandale au Parlement wallon, renvoie à différents scandales révélés courant 2022 impliquant plusieurs membres du Parlement wallon : son greffier, son président Jean-Claude Marcourt et les membres de son Bureau. Ces scandales contiennent des faits de harcèlement au travail, de mauvaise gestion de fonds publics, d'opacité de fonctionnement, de négligence dans le contrôle des dépenses de l'institution, de trains de vie somptuaires sur des fonds publics et des dépenses excessives pour intérêt personnel,,.
Cette affaire a abouti à la démission de Jean-Claude Marcourt et de l'ensemble des membres du Bureau, l'organe dirigeant l'institution parlementaire wallonne.

## Cadeaux aux agents du parlement wallon
À la suite d'un contrôle de l’ONSS effectué entre le 20 mars 2020 et le 9 mars 2021, il ressort que divers avantages attribués au personnel du parlement et particulièrement leur cumul sont problématiques. Différents avantages (chèques et remboursements au personnel et à leurs enfants) ne figurent pas sur leur fiche de paie alors que l'ONSS les considère comme de la rémunération imposable.
Le 15 juillet 2021, le bureau du parlement décide de régulariser ces cotisations sociales impayées qui s'élèvent à 84 862 euros. Le greffier, Frédéric Janssens, est alors également chargé de revoir les avantages octroyés au personnel. Selon une source de la DH, c'est pour cette raison que les dénonciations (émanant du personnel) auraient eu lieu. À la suite de cette affaire, de nouveaux avantages ont été attribués au personnel du parlement.

## Le management du greffier

### Premières accusations de harcèlement
Les premières accusations remontent à 2013. Plusieurs agents témoignent anonymement dans la presse de leur quotidien "déprimes, harcèlement, humiliations, sanctions, burn-out et un absentéisme record". Frédéric Janssens, alors greffier du Parlement wallon depuis 2009, récuse ces accusations, affirme que les statistiques d'absentéisme sont les mêmes que celles d'autres services de l'administration, et rappelle avoir largement modernisé l'institution parlementaire et accru son efficacité. Ce qui a permis à l'institution d'obtenir une certification ISO 9001 : 2008.
En avril 2018, Frédéric Janssens est blanchi par la justice belge.

### Nouvelles accusations en 2022
Le 30 juin 2022, le journal L'Avenir publie un article à charge avec plusieurs témoignages d'agents du greffe. Ils dénoncent des politiques de ressources humaines « d'un autre siècle », parlent de signaux de détresse chez de nombreux travailleurs du greffe, d'un « management toxique », d'une « ambiance de suspicion » et d'une « dynamique de sanction et de représailles ». Frédéric Janssens affirme que ce ne sont que des rumeurs,.

### Le courrier du personnel et la menace de mort
Le 12 septembre 2022, une plainte est déposée à l'auditorat du travail de Namur contre Frédéric Janssens et contre les cinq membres du Bureau du Parlement wallon (l'organe chargé de la gestion du Parlement wallon). Le même jour, des documents fuitent vers la presse. Le Soir publie une enquête et affirme avoir un enregistrement de menace de mort du greffier envers un de ses employés, en lui indiquant « t’es à la morgue à midi ». Les documents fuités révèlent aussi l'explosion des dépenses du Parlement wallon.
À la suite de ces accusations, le Bureau du Parlement wallon se réunit en urgence pendant près de cinq heures. A la sortie de cette réunion, le président du Parlement wallon Jean-Claude Marcourt affirme que le Bureau n'a pris "aucune décision radicale" contre le greffier.
Le lendemain, 52 agents du Parlement wallon rédigent une lettre non-signée à destination des parlementaires wallons et publiée dans la presse. Cette lettre appelle « à ne plus cautionner une situation inacceptable.»
La lettre dénonce un « climat de terreur », une menace de mort appuyée par un enregistrement, l'autoritarisme et les menaces, les humiliations et la violence psychologique du greffier Frédéric Janssens envers ses employés. Le courrier dénonce aussi l'inaction du Bureau du Parlement wallon et l'impunité.

### La suspension du greffier
Le 20 septembre 2022, le greffier est suspendu de ses fonctions pour une période de 6 mois.

### Les plaintes contre le greffier
Le 18 octobre 2022, l'auditorat du travail de Namur confirme avoir reçu 6 plaintes pour harcèlement moral contre le greffier du Parlement wallon et avoir ouvert une information judiciaire.

## L’affaire de harcèlement sexuel derrière les accusations de menace de mort
Le 21 juin 2023, Sudinfo révèle que l’agent visé par les menaces de mort (que Frédéric Janssens récuse, affirmant qu’il s’agirait d’une conversation d’homme à homme dans un cadre délicat) est en réalité le conseiller en prévention du greffe du Parlement wallon (« Monsieur H. ») qui aurait tenu des propos pouvant s’assimiler à du harcèlement à connotation sexuelle, avec des « surnoms » donnés de manière répétitive à plusieurs autres agents du greffe, très régulièrement appelés « chouchou », « mon lapin », « mon petit chéri ». Qualifié de « prédateur sexuel » par certains agents, il aurait également adressé des invitations à des spas naturistes auprès de collaborateurs.
Par ailleurs, toujours selon Sudinfo, dans le cadre d’un feedback sur une visite du Parlement par des élèves, un enseignant s’est plaint du fait que « Monsieur H. (…) a fait preuve de sexisme en évoquant le fait que les jeunes filles voteraient selon le charme du candidat même si celui-ci était ‘facho’ alors que lui, en tant qu’homme, juge de la qualité. […] Sans compter les ‘maladresses’ répétées telles que ‘Levez-vous !’ pour une personne en chaise roulante ».
Ce serait en raison de ces agissements problématiques que le greffier aurait demandé à Monsieur H., conseiller en prévention de l’administration, de cesser ce comportement et aurait prononcé les mots « t’es à la morgue à midi ».

## Les dépenses du Parlement wallon
Le Parlement wallon fait l'objet d'enquêtes quant à des irrégularités, notamment pour d'éventuels abus de biens sociaux. L'attribution d'un important chantier informatique à une entreprise bruxelloise, ainsi que l'explosion des coûts de la construction de la nouvelle Maison des parlementaires et d'un tunnel réservé aux élus sont en cause. La section Ecofin de la police judiciaire fédérale de Namur, soutenue par l'Office central pour la répression de la corruption (OCRC), a été chargée de mener ces enquêtes.
L'enquête du Parquet fait suite au dossier publié par Le Soir en septembre dernier qui a révélé des dépenses importantes et des soupçons de favoritisme lors de l'octroi à la société Synapsis du marché public relatif à la modernisation du logiciel de gestion du parlement.

## Le voyage à Dubaï
Le 7 décembre 2022, l'émission #Investigation sur La Une résume pendant 50 minutes l'affaire du Greffier et révèle de nouveaux éléments, notamment un voyage de luxe très couteux du greffier Frédéric Janssens et du président du Parlement wallon Jean-Claude Marcourt.
L'émission révèle que lors de l'exposition universelle de Dubaï de l'hiver 2021, Frédéric Janssens et Jean-Claude Marcourt, ont voyagé ensemble pendant trois jours, en classe « affaires » et chambre « fabulous », pour un coût total de 20 000 euros d'argent public. Dont 3500 euros rien que pour une guide privée. L'émission montre Jean-Claude Marcourt questionné sur ces montants, il affirme ne pas savoir de quoi il s'agit.
Le 12 décembre 2022, Jean-Claude Marcourt annonce sa démission, s'exprimant en ces termes : « J’ai le sentiment de n’avoir commis aucune faute. Je considère que depuis mon arrivée à la présidence en septembre 2019, j’ai fait les choses comme elles devaient être faites. Il est hors de question pour moi de démissionner seul et de donner l’idée qu’une faute a été commise de ma part. Mais par contre, je m’inscris dans la demande d’une démission collective du Bureau. Afin de la rendre possible, je suis donc disponible pour démissionner spontanément. »
Le même jour plus tard dans la soirée, c'est l'ensemble du Bureau du Parlement wallon qui démissionne.